# La Paz Fútbol Club
O La Paz Fútbol Club foi um clube de futebol boliviano.
O clube foi fundado com o nome de Atlético Gonzáles, porém em 2003 mudou de nome para La Paz Fútbol Club e conquistou o título da Copa Simón Bolívar conquistando o direito de disputar o Campeonato Nacional. É considerado o clube mais alternativo da atual Liga.
O clube pertence a cidade de La Paz e manda seus jogos no Estádio Hernando Silles com capacidade para 42.000 espectadores. Atualmente disputa a Liga de Fútbol Profesional Boliviano.
O clube, com grandes dívidas financeiras com a Associação de Futebol de La Paz, o elenco de jogadores e outros membros, confirmou sua extinção em 21 de setembro de 2013, pois não podia participar da Segunda Divisão.

## Títulos

### Nacionais
- Copa Simón Bolívar: 2003.